# Sandkrug (Eckernförde)

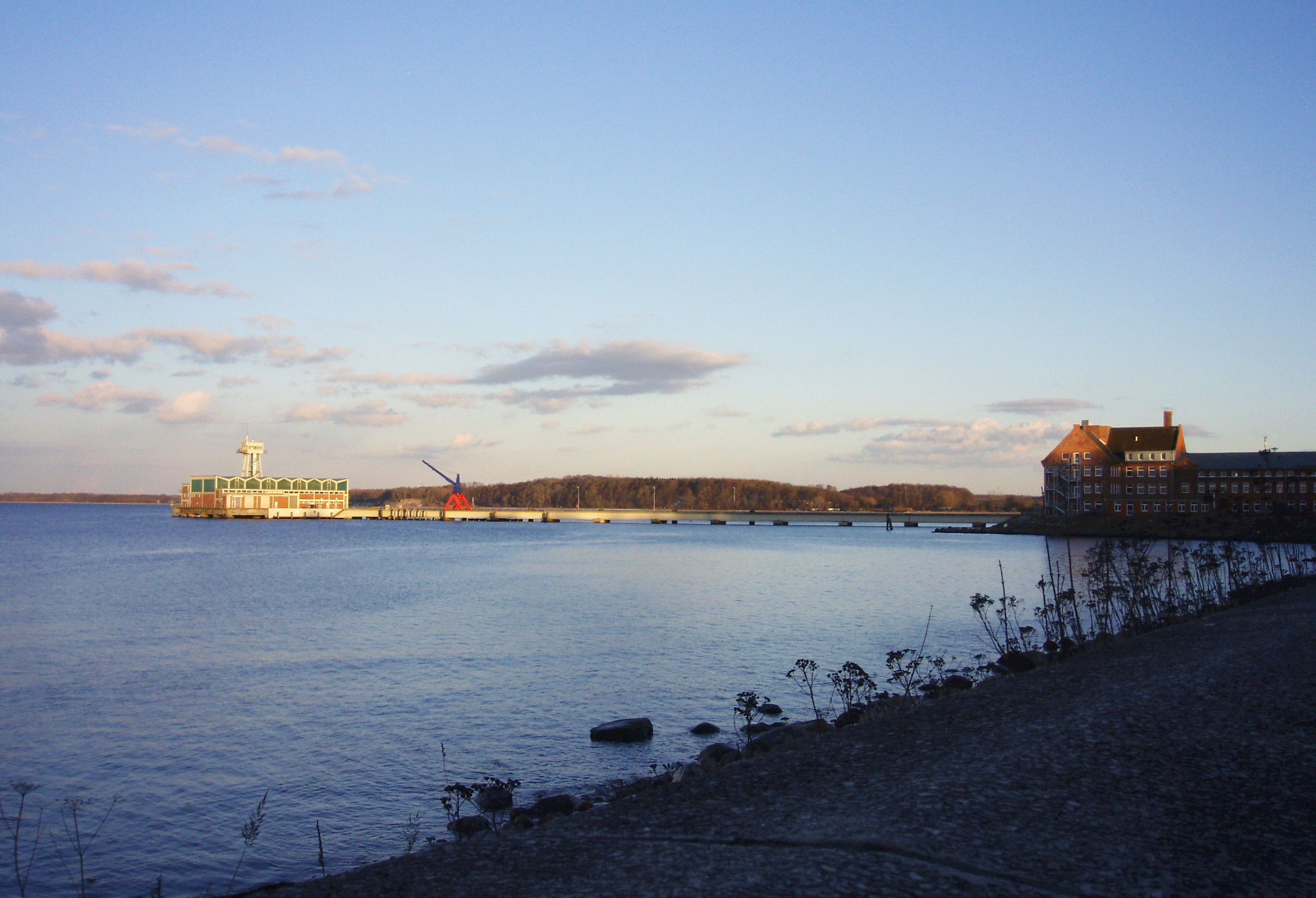
Blick auf den Torpedoschießstand der Wehrtechnischen Dienststelle 71

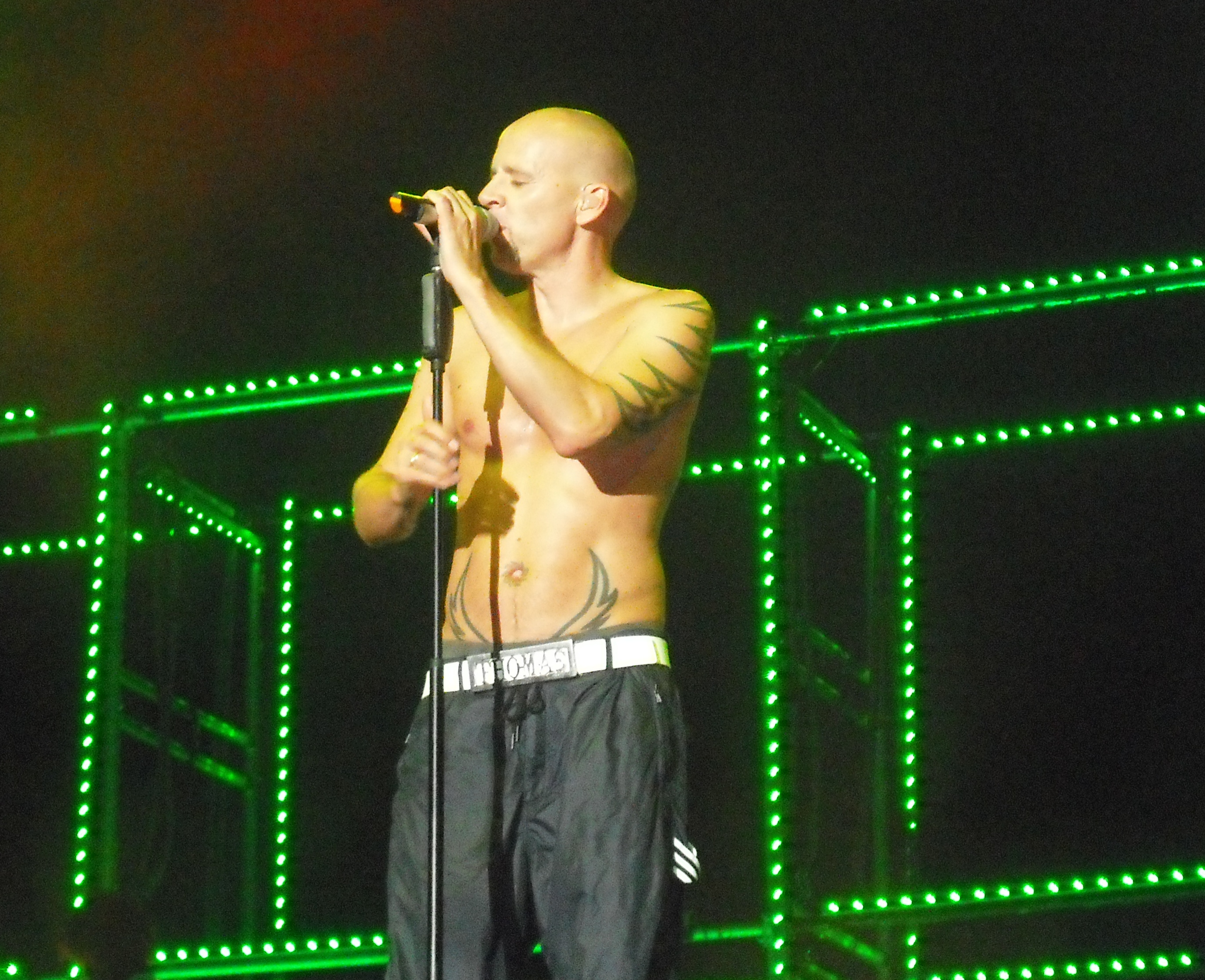
Auftritt der Fantastischen Vier beim Eckernförder Strand-Festival 2010

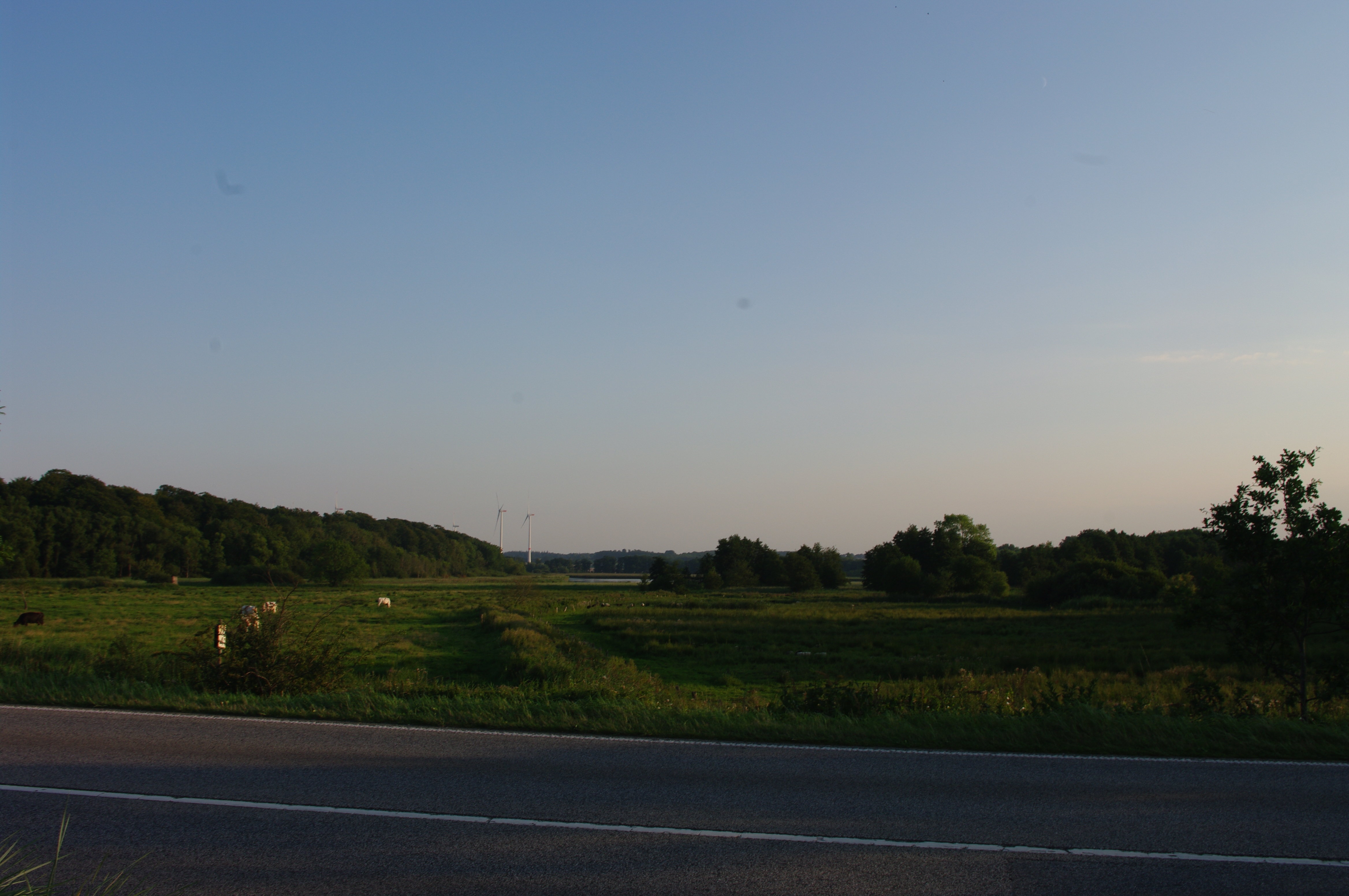
Goosseewiesen von der B 76 aus fotografiert

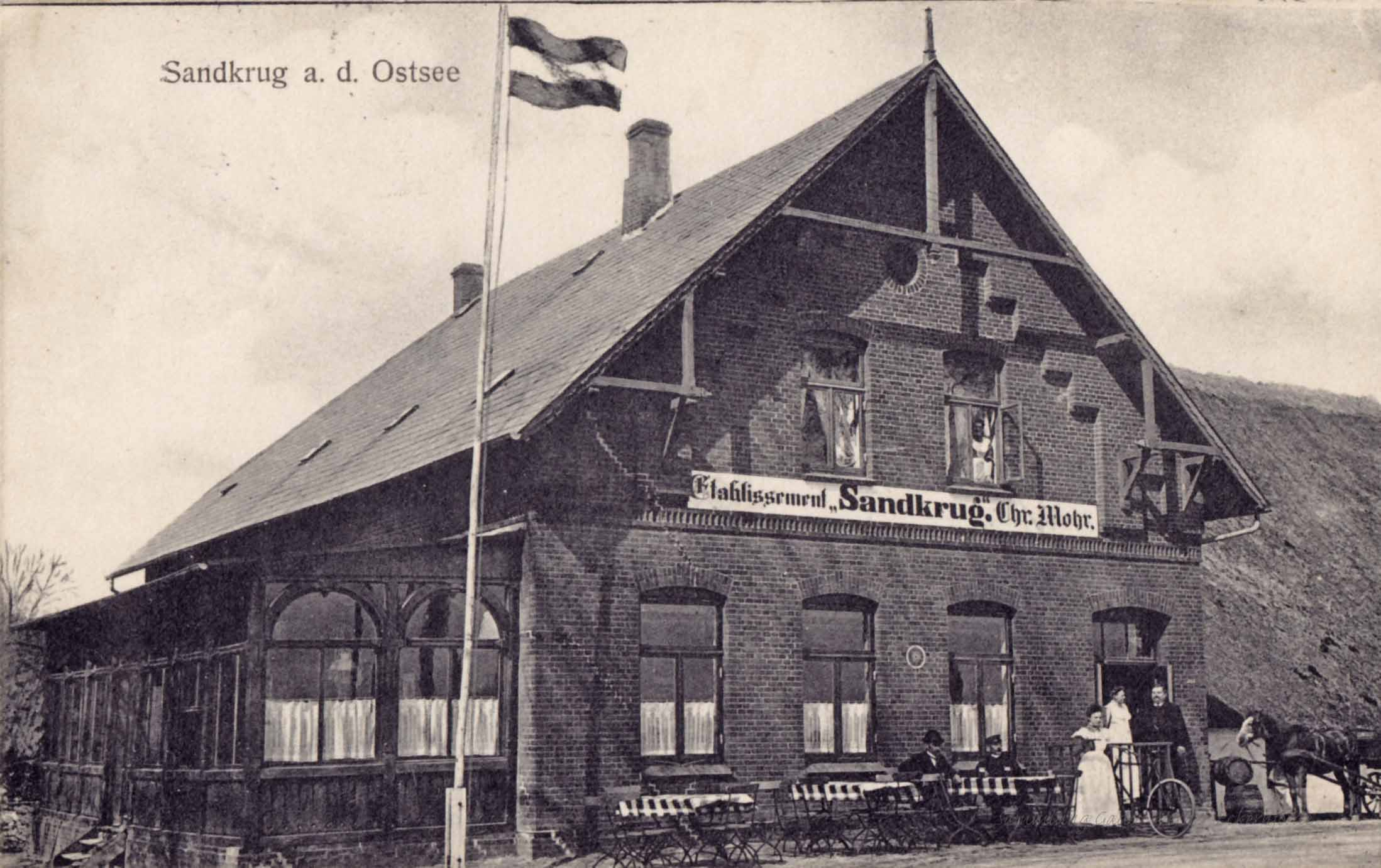
Ehemaliges Etablissement Sandkrug (1909) in Sandkrug bei Eckernförde

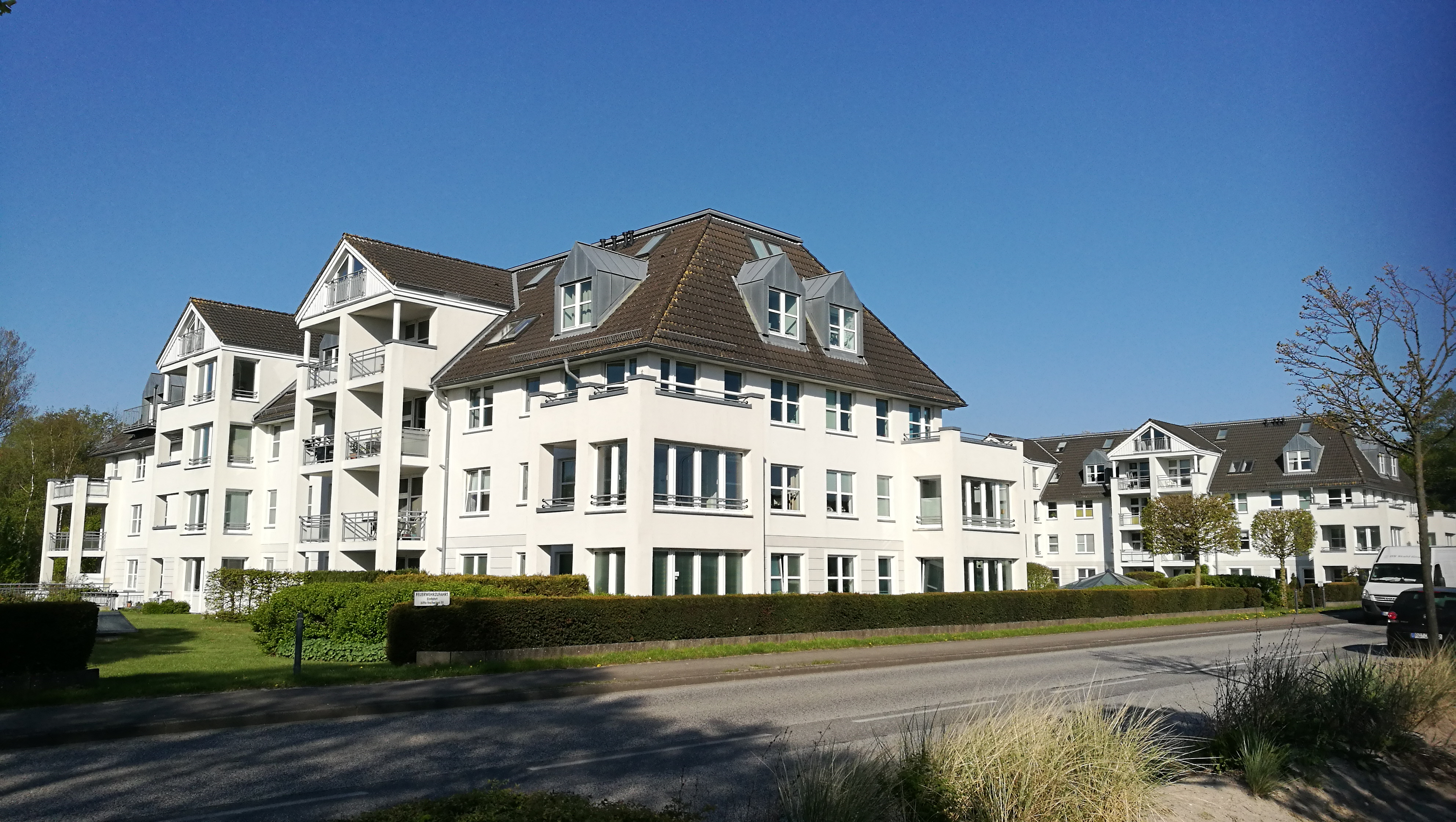
Wohnpark Sandkrug in 24340 Eckernförde, Berliner Straße 146–156 auf dem Gelände des ehemaligen Hotels Sandkrug

Sandkrug (dänisch: Sandkro, plattdeutsch: Sandkrog) ist eine an der Eckernförder Bucht gelegene Ortschaft in Schleswig-Holstein, die heute vollständig zu Eckernförde gehört. Das Sandkrug-Gelände liegt direkt an der Bundesstraße 76 (B76), an der Bahnstrecke Kiel–Flensburg und in unmittelbarer Nähe des Ostseestrandes (Südstrand). Landeinwärts gehört die Straße Domstag etwa zu zwei Dritteln zu Sandkrug. Benannt ist Sandkrug nach einem im 18. bis 20. Jahrhundert an der Straße nach Kiel (heutige B76) stehenden Wirtshaus; der Ort besteht aber schon seit Mitte des 17. Jahrhunderts als Ziegeleihof der Windebyer Ziegelei. Name des Ortes selbst dürfte nach alten Karten in dieser Zeit Tegelhof(f) bzw. Zigelhof(f) gewesen sein.

## Grenzen

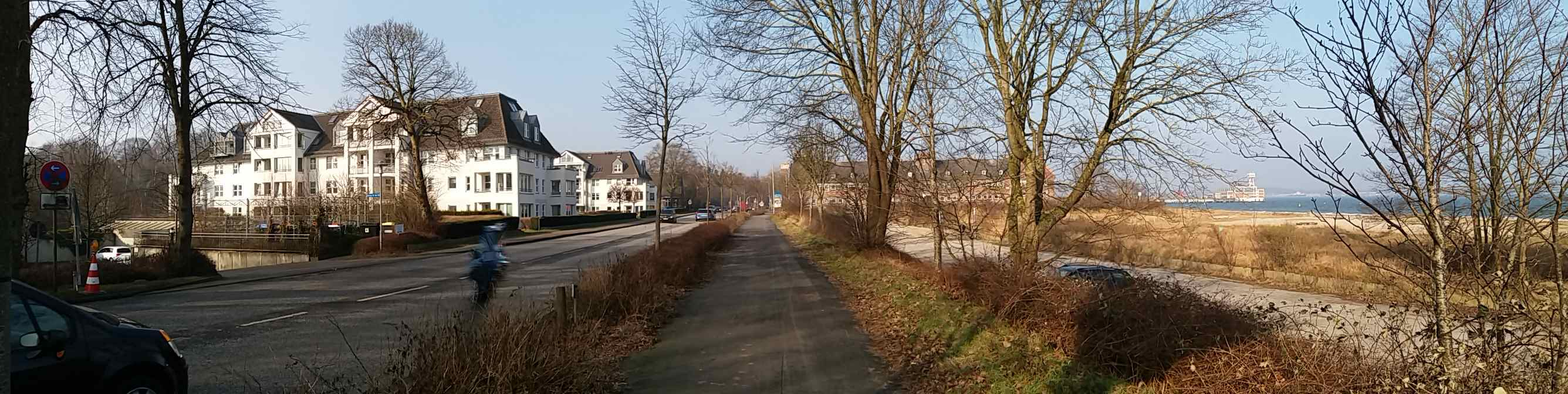
Sandkrug

Da Eckernförde auf eine offizielle Einteilung in Stadtteile und eine genaue Grenzziehung zwischen ihnen verzichtet hat, ist beim Stadtteil Sandkrug von der Situation eines geschlossenen, jedoch zum Ende des Zweiten Weltkrieges von anderen Teilen Eckernfördes abgeschiedenen Stadtteils auszugehen, ergänzt durch eindeutig Sandkrug zurechenbaren Erweiterungen. Eindeutig sind die Grenzverläufe zum Eckernförder Stadtteil Wilhelmsthal hin und zu den Gemeinden Altenhof und Goosefeld.
Danach gehört zum Areal Sandkrugs der Strandabschnitt zwischen dem Goossee-Auslauf und etwa dem Bahnübergang Berliner Straße/Preußerstraße an der Bundesstraße 76, der größere Teil der Goosseewiesen mit dem Bereich des ehemaligen Sandkrug-Lagers, verläuft die Grenze zum Stadtteil Wilhelmstal von dort aus südlich der Eichkamp- und Am Eichberg-Bebauung, den Feldstedt einschließend, bis etwa hin zur Mitte des Krumlandes. Von da aus ist eine Verbindungslinie über die Grenze der schon Anfang der 1960er bestehenden Bebauung der Nettelbeckstraße und des parkähnlich gestalteten Fußweges vom Brennofenweg hinunter zum Bahnübergang Berliner Straße/Preußerstraße zu ziehen.

## Geschichte

### Der NameSandkrug

Theodor Gliemanns Karte, 1829 veröffentlicht

Sandkrug war der Name eines in Strandnähe gelegenen Wirtshauses, welches zum Gut Marienthal gehörte. Das dem Ort seinen Namen spendende Wirtshaus, das zuerst als Ausflugs-Etablissement entstanden, später zum Hotel erweitert worden war, wurde 1994 geschlossen. Zur Frage, seit wann das Wirtshaus bestand, existieren sehr voneinander abweichende Angaben, z. B. seit 1840 oder seit 1870.
Diesen Angaben ist ganz oder teilweise entgegenzuhalten, dass ein Wirtshaus bereits 1841 im Buch Hans Nicolai Andreas Jensens und auch 1854 in der Topographie des Herzogthums Schleswig Erwähnung findet. Am 21. April 1848 fand in Strandnähe Altenhofs und Sandkrugs das Gefecht bei Altenhof statt: auf einer zeitgenössischen Karte sind in diesem Bereich insgesamt sechs Gebäude abgebildet: Sandkrug (1 Haupt- und 2 Nebengebäude), keine 100 Schritte nördlich Chausseehaus, rund 400 Schritte südlich am damaligen Goosseekanal Inselhaus sowie auf Altenhofer Gebiet Strandwache (das heutige Schmeerhörn mit 1 Haupt- und 1 Nebengebäude).
Bereits im Jahre 1829, wurde auf der Karte Hütten Amt og Landskabet Stapelholm von Theodor Gliemann der Ortsname Sandkrug eingetragen. Noch früher, nämlich schon 1752, ist die Ortsbezeichnung zum Sand Kruge nachweisbar. Sand(e) als Name eines Wohnhauses taucht 1741 auf.
Heute befindet sich an der Stelle des ehemaligen Wirtshauses der „Wohnpark Sandkrug“ mit 90 Wohneinheiten.

### Die Vorgeschichte

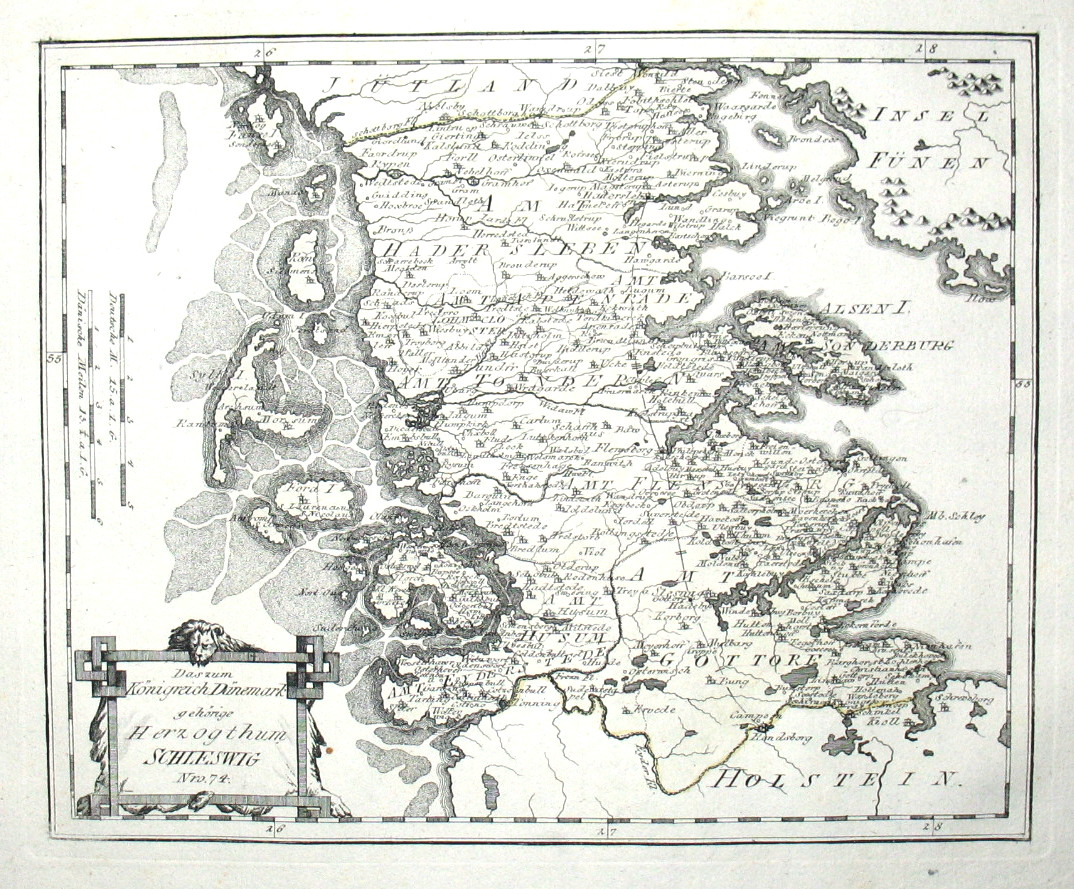
Karte Franz Johann Joseph von Reillys von 1791

Die Geschichte Sandkrugs begann jedoch nicht erst mit dem Wirtshaus, sondern mit einer zuvor an dieser Stelle vorhandenen Ziegelei, die seit Mitte des 17. Jahrhunderts bestand (Windebyer Ziegelei). Auf einigen alten Karten des 17. und 18. Jahrhunderts befinden sich etwa an dieser Stelle Ortsbezeichnungen wie Zigelhof, Zigelhoff, Tegelhof, Tegelhoff, Teglhoff etc. Die Karten jener Zeit waren noch nicht so genau, dass die Bezeichnungen heute exakt einem Punkt zuzuordnen wären (vergleiche z. B. die abgebildeten Karten von Johannes Mejer aus den Jahren 1649 und 1652 aus Neue Landesbeschreibung der zwei Herzogtümer Schleswig und Holstein und von Franz Johann Joseph von Reilly aus dem Jahre 1791). Relativ sicher scheint in Zuordnung zum heutigen Sandkrug in Johannes Mejers Karte von 1652 zu sein. Ziegeleien in der Umgebung gab es aber auch in Kiekut und auf den Gütern Marienthal und Hoffnungsthal (beide heute zu Goosefeld gehörend). Von der Windebyer Ziegelei angefertigte Ziegel und Dachpfannen wurden im 18. Jahrhundert auch nach Kopenhagen exportiert und dienten dort vor allem dem Wiederaufbau der dänischen Metropole nach einem Großfeuer 1728. Außer der Ziegelei befand sich damals auch eine Kalkbrennerei im heutigen Sandkrug. Ziegel wie Kalk wurden von einem Verladungsplatz am Goossee aus zum Stadthafen Eckernfördes verschifft – ein Kanal zwischen Goossee und der Eckernförder Bucht bestand etwa in Höhe des heutigen Strand-Rundpavillons. Der Kanal bestand seit dem 17. Jahrhundert bis 1873. Die Kalksteine kamen per Schiff aus Dänemark und wurden vor Ort zu Kalk verbrannt. Gebrannter Kalk wurde u. a. zum Bau der Rendsburger Christkirche benötigt und dazu von Eckernförde per Wagen bis Schirnau gebracht und von dort aus per Schiff weiter nach Rendsburg.
In der Zeitgeschichte weiter zurück betrachtet, existier(t)en Hinweise auf eine Besiedlung des Gebietes schon in der Jungsteinzeit und Bronzezeit. Noch Ende des Zweiten Weltkrieges befanden sich Grabhügel aus diesen Epochen entlang des Domstages und der Straße Auf der Höhe, die Baumaßnahmen weichen mussten. Das betrifft im Falle des Domstages vor allem die Fläche der heutigen Bebauung mit den Hausnummern 40 ff. und der Grundstücke mit den Nummern 38 und 25. Das Grundstück 25 (Bäckerei) besaß noch nach dem Zweiten Weltkrieg einen bronzezeitlichen Grabhügel mit einer Steinkiste, deren Deckstein eine Ritzung in Form eines Geweihstange aufwies, auf dem Grundstück 38 kamen große Findlingsblöcke der Form nach von Trägern und Decksteinen großer Steinkammern zum Vorschein.

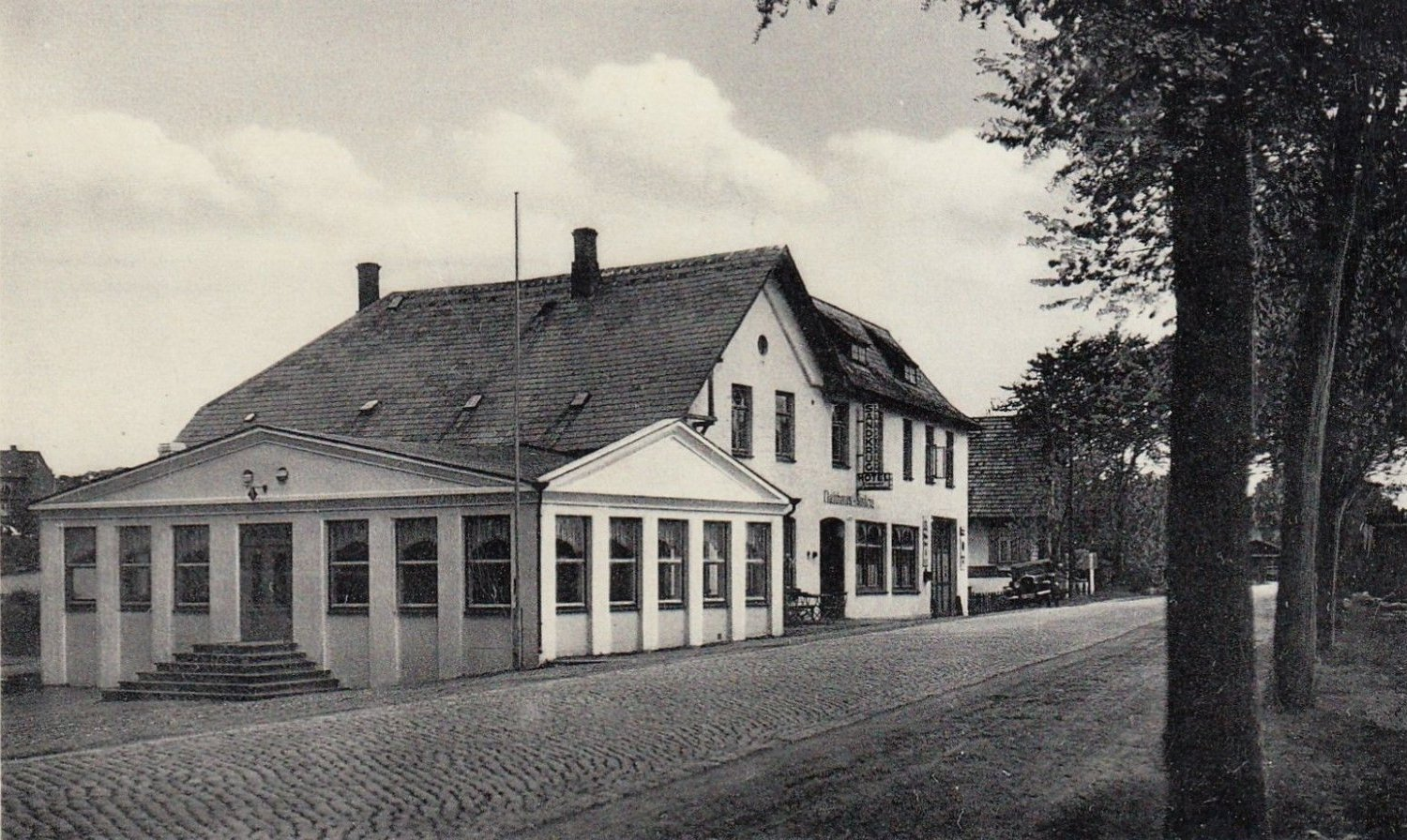
Ehemaliges Hotel Sandkrug in Sandkrug um 1920 (heute Ortsteil von Eckernförde)

1841 wurde von nicht ganz unbeträchtlichen Stadtländereien der Stadt Eckernföhrde unter anderem auch am Rendsb. Wege, der Dohmstag genannt, berichtet; in welchem Umfange die Stadtländereien auch das Sandkrug-Gelände betreffen (der Domstag – so die heutige Schreibweise – zieht sich von Sophienhöhe nach Sandkrug), geht aus dem Text nicht hervor. Zuvor waren von den Stadtflächen 50 Tonnen zum Hof Wilhelmsthal und damit zum Gutsbezirk Marienthal gewechselt. Im 19. Jahrhundert siedelten sich rund ein halbes Dutzend Gebäude in unmittelbarer Nachbarschaft des Wirtshauses an, die verwaltungstechnisch teils zur Stadt Eckernförde, zum größeren Teil zum Gutsbezirk Marienthal gehörten. Beim Bau der Bahnstrecke Kiel–Flensburg 1879 bis 1881 musste die Trasse in einem Bogen um die Ortschaft herumgeführt werden. Ende des 19. Jahrhunderts ist den Domstag bergan das erste Gebäude im damaligen Kreuzungsbereich (mit heutigen Straßenbenennungen) Domstag/Auf der Höhe/Klintbarg im östlichen Dreieck zwischen Domstag und Auf der Höhe verzeichnet – ein Zipfel des Gutsbezirkes Marienthal reichte in jener Zeit bis an diese Kreuzung heran.

### Im 20. Jahrhundert
Zu Beginn des 20. Jahrhunderts wurden zuvor zum Gutsbezirk Marienthal gehörende Flächen in die Stadt Eckernförde eingemeindet. Wohl ab 1903 bestand in Sandkrug bereits eine erste Außenstelle für Torpedoversuche der Torpedowerkstatt Friedrichsort. 1907 konnte in dem Gebiet der Leuchtturm am Klintbarg in Betrieb genommen werden.
Seine Entwicklung zum Stadtteil nahm Sandkrug 1909, als sich Marine und Torpedowerkstatt Friedrichsort beim Magistrat der Stadt mit dem Wunsch meldeten, einen 140 Meter langen und 4000 m² großen Geländestreifen in Sandkrug direkt an der Ostsee zur Errichtung eines Torpedoschießstandes zu erwerben. Anfang 1910 begannen die Verhandlungen mit der Vorbereitung des Kaufvertrages. Trotz bestehender Unklarheiten über Zugehörigkeitsverhältnisse des Areals wurde am 1. April 1911 mit dem Bau begonnen und der Torpedoschießstand am 9. Juni 1913 eingeweiht. Es folgten Verwaltungs- und Werkstattgebäude, ein eigener Gleisanschluss vom Altenhofer Bahnhof aus, 1914/15 ein eigenes Kohlekraftwerk usw. Der Gleisanschluss diente vor allem dem Kohletransport für das betriebseigene Kohlekraftwerk.
Anfangs für 50 bis 60 Beschäftigte konzipiert, wuchs die Beschäftigtenzahl auf 75 bis 80 im Jahre 1913 und rund 400 im Jahre 1933, um dann unter der Nazi-Diktatur zu explodieren: 1935 waren es etwa 800 (incl. Eckernförde-Nord im Stadtteil Louisenberg), 1938: etwa 1700 (einschließlich Eckernförde-Nord und -Ost in Surendorf), 1939 waren es etwa 3100, 1940 rund 6200 und 1945: 24.404 (einschließlich E-Nord, E-Ost und Außenstellen Neubrandenburg, Gotenhafen und Toplitzsee in Österreich). Von diesen gut 24.000 Beschäftigten arbeiteten nach Arbeitsamtangabe rund 7.300 direkt in Eckernförde – in welchem Umfange Zwangsarbeiter und Kriegsgefangene in diese Zahl eingeschlossen sind, ist unbekannt.

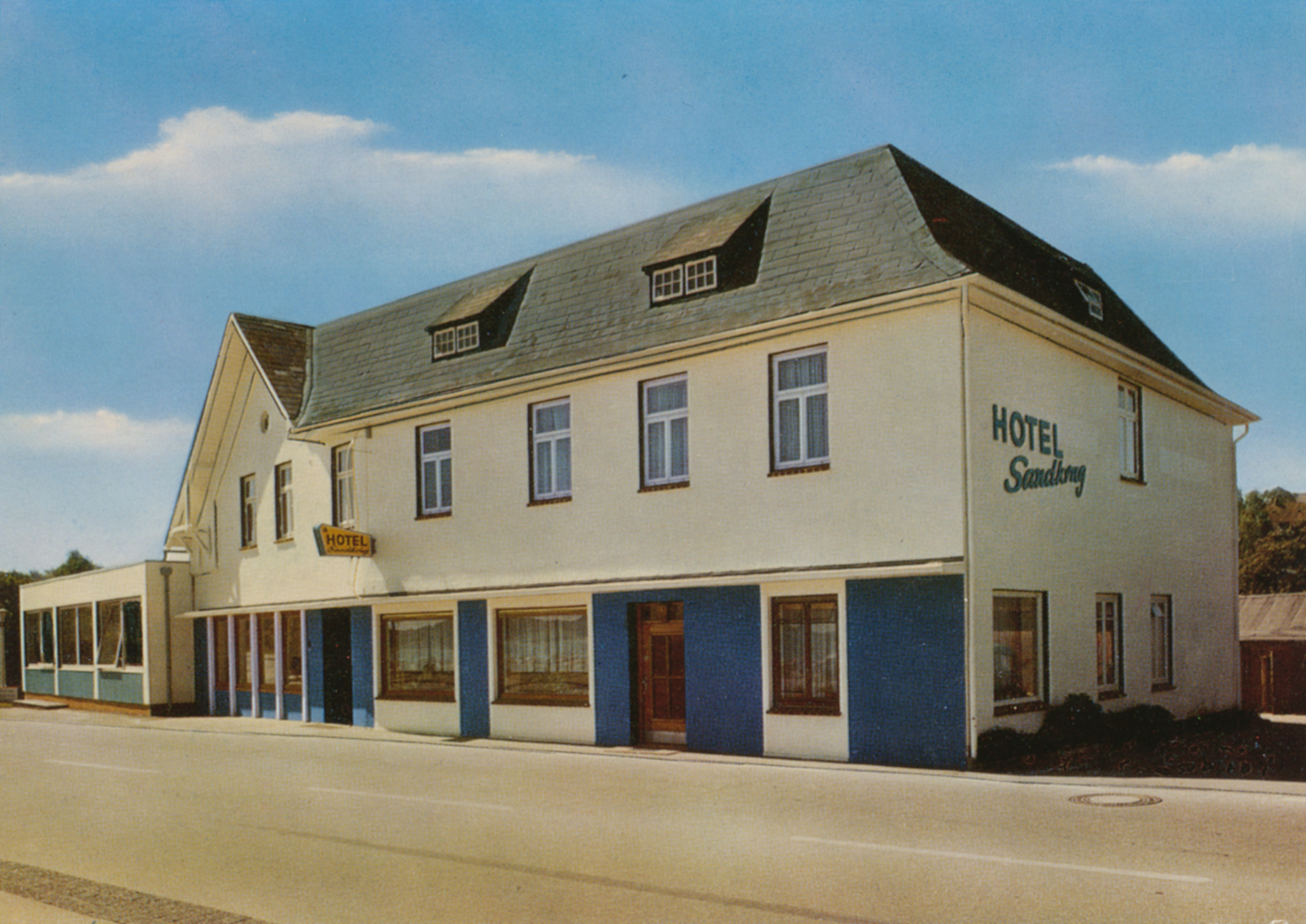
Ehemaliges Hotel Sandkrug um 1980 im Ortsteil Sandkrug von Eckernförde

Da Arbeiter und Ingenieure aus dem ganzen Reich Beschäftigung am Torpedoschießstand, aus dem sich 1919 die TVA Eckernförde entwickelte, fanden und nach Eckernförde zogen, wurden die Wohnraumbeschaffung zum Problem. Sukzessive entstanden innerhalb Eckernfördes vor allem in Sandkrug nahe dem TVA-„Stammsitz“ Süd durch öffentlich geförderten Wohnungsbau unter Beteiligung auch der Stadt Eckernförde und der Torpedowerkstatt neue Wohnhäuser und -siedlungen: so entstanden u. a. die Bebauung der Hoheluft mit sechs Holzhäusern (Finnenhäuser oder auch Bonanza-Häuser) für je vier Familien (fertiggestellt im März 1916 mit aus Finnland importierten Fertigteilen und mit Rentiermoosisolierung), entstanden die Bebauungen am Domstag von der TVA hinauf bis etwa zur heutigen östlichen Kreuzung Krumland (angefangen 1920 auf der südlichen Seite), die Mehrfamilienhäuser an der Sehstedter Straße, die Eichberg-Bebauung (1920er nördl. Seite, ab 1938 südl. Seite), die Klintbarg-Bebauung usf. Eigenheim Sandkrug war der Name dieser Gesamtsiedlung mit überwiegend Ein-, Zwei- und Vierfamilienhäusern. Ein Blick auf die Pharus-Stadtpläne von 1935 und 1940 zeigt, dass ein neuer und isolierter Stadtteil entstanden war: zwischen Sandkrug und den übrigen bebauten Flächen Eckernfördes klafften noch (mit Ausnahme des Hofes Wilhelmstal) erhebliche Bebauungslücken mit überwiegend landwirtschaftlicher Nutzung – der geringste Abstand bestand zu Sophienhöhe. Eindrucksvoll untermauert diese Situation auch eine Senkrecht-Luftaufnahme der Britischen Luftaufklärung vom 9. April 1945. Unverändert ist die Situation auch auf einem Stadtplan Eckernfördes aus den frühen 1950er Jahren dargestellt. Dies korrespondiert auch mit dem Ausbau des Domstages zur Straße – noch nach dem Zweiten Weltkrieg war der obere Domstag hin zur Rendsburger Landstraße nur ein Feldweg.
Im Zweiten Weltkrieg kamen- außer weiterer Wohnhausbebauung – in und außerhalb Sandkrugs auf von der TVA verwalteten Liegenschaften (die teilweise Betriebseigentum der TVA waren, zum anderen Teil Eigentum des Deutschen Reiches und von der TVA nur verwaltet wurden) Wohnlager für rund 4500 Beschäftigte und Zwangsarbeiter hinzu, die nach Ende des Krieges größtenteils Verwendung als Flüchtlingslager fanden. Zu den in Sandkrug erstellten Lagern gehörten vor allem das Sandkrug-Lager (tlw., ausgelegt für 150 Personen nach dem Stand vom 3. Oktober 1943) und das Domstag-Lager (ausgelegt für 460 Personen nach dem Stand vom 3. Oktober 1943). Hinzu kamen kleinere Lager und Einzelbaracken (z. B. am Eichkamp), teilweise auch hinzu gemietete (z. B. auf dem Grundstück des Hotels Sandkrug). Ergänzt war die Bebauung durch Flak-Stellungen und einige Gebäude der I. Marine-Flak-Brigade – Untergruppenkommando 211 Eckernförde am Brennofenweg.

### Im 21. Jahrhundert

#### Lärmschutz Wohnpark Sandkrug
In der Wohnanlage Sandkrug mit 96 Wohnungen werden bei 50 km/h schnellem Verkehr von 19.000 Fahrzeugen pro Tag rechnerisch 70 bis 75 Dezibel erreicht. Das vom Schleswig-Holsteinischen Oberverwaltungsgericht gerichtlich eingeholte Gutachten wurde in 68 Stunden je 85 Euro erstellt und hat inklusive Auslagen und Reisekosten insgesamt 9000 Euro gekostet.
Ein Bewohner hat vor dem OVG Schleswig eingeklagt, dass auf dem rund 300 Meter langen Stück der B76 Tempo 30 angeordnet wurde, seit Frühjahr 2018 von 22 bis 6 Uhr seit 20. Februar 2019 ganzjährig und ganztägig, was andere 37 Bewohner zu einer Petition dagegen veranlasste. Eine Lärmschutzwand in der 20 Meter breiten Anbauverbotszone wurde geprüft und verworfen. Die im Sommer 2019 eingebaute neue Deckschicht lässt eine Lärmminderung um zwei Dezibel erwarten.
Ein Anwohner aus dem Sandkrug in Eckernförde und ein Strandkorbbesitzer haben erklagt, dass Musikveranstaltungen am Südstrand nicht länger als bis 22 Uhr laufen dürfen: – Laut Freizeitlärmrichtlinie sind in diesem Mischgebiet, einem Außenbereich ohne Bebauungsplan, nur 45 Dezibel erlaubt.
Einzelne Veranstaltung wurden daher nicht genehmigt, die Einhaltung strikt überwacht. politische Diskussionen, Online-Proteste und am 8. September 2019 ein Demonstrations-Umzug mit 3000 Teilnehmern, bewacht von 40 Polizisten waren die Folge.
Die erste Klage begann 2011. Der Kläger unterlag meist und trug die meisten Verfahrenskosten.

## Flüchtlingslager und weitere Barackenunterkünfte nach dem Zweiten Weltkrieg
Die einzelnen Barackengebäude Sandkrugs waren unterschiedlich groß. Die Länge betrug zwischen ca. 10 Metern bis zu rund 150 Metern. In Sandkrug befanden sich nach dem Zweiten Weltkrieg zumindest folgende Barackenunterkünfte:

### Unter Verwaltung der Stadt Eckernförde
nach Arnold Wicke aufgelistet
- Domstag: 1 Baracke[69] (1952/53 lebten hier noch 56 Flüchtlinge)[70]
- Brennofenweg: 4 Baracken (1952/53 noch 80 Bewohner)
- Eichkamp: 3 Baracken (1952/53 noch 32 Bewohner)
- Sandkruglager: 2 Baracken (1952/53 noch 265 Bewohner)
- Sehestedter Landstraße: 3 Baracken (1952/53 noch 61 Bewohner)

### Unter anderer Verwaltung
- Domstag-Lager (8 Baracken) (1952/53 noch 282 Bewohner)
- Hotel Sandkrug (1 oder 2 Baracken)
- Sandkruglager (weitere Teile)

### Zusätzliche Einzelbaracken
Zusätzliche kleine Barackengebäude be- oder entstanden u. a. in der Straße Hoheluft mit den damaligen Hausnummern 7 und 9 (zusammen 9 Bewohner) im Anschluss an die Finnen-Häuser und im Krumland (Einzelbaracke).

## Domstaglager
Das Domstaglager (auch: Domstaglager I, Domstag-Lager bzw. Domstag-Lager I) wurde 1939 errichtet. Insgesamt bestand es aus acht Einzelbaracken, jede rund 40 Meter lang, im Bereich des heutigen Feldstedts. Es diente während des Zweiten Weltkrieges nach Angaben als Behelfswohnlager für TVA-Ingenieure und teilweise als Kriegsgefangenen- oder Zwangsarbeiter-Unterkunft. Ausgelegt war es für 460 Personen nach dem Stand vom 3. Oktober 1943.
Nach Kriegsende diente das Lager als Flüchtlingslager. Auch das Domstaglager dürfte kurz nach dem Krieg weit über seine ursprüngliche Auslegungskapazität hinaus bewohnt gewesen sein (vgl. Abschnitt: Sandkrug-Lager). 1952/53 waren in diesem Lager noch 282 Bewohner registriert, 1953/54 waren es noch 250.
In der zweiten Hälfte der 1950er Jahre wurde am Domstag vor dem Lager die noch heute existente Ladenzeile mit drei Ladengeschäften errichtet. Die erste Belegung bestand aus einem Frisörsalon (Splinter), einem Fischgeschäft (Sifferlin) und einem Lebensmittelladen (Edeka-Petersen-Filiale).

## Sandkrug-Lager
Das Sandkrug-Lager (oder auch: Sandkruglager) wurde 1939 errichtet. Die Funktion des Lagers war im Zweiten Weltkrieg eine geteilte: es diente etwa je zur Hälfte zum einen Teil als Wohnlager für TVA-Beschäftigte und auch schon als Flüchtlingslager für erste ankommende Flüchtlinge, zum anderen Teil als TVA-Verwaltung und Truppenunterkunft der Marine-Kraftfahrabteilung. Am 3. Oktober 1943 war der Wohnlagerbereich für 150 Personen ausgelegt und von 72 TVA-Beschäftigten und Flüchtlingen belegt. Die größte der Baracken hatte im Zustand ihrer maximalen Größe die Form einer Rechteckumgrenzung mit Innenhof; der Nordflügel war etwa 150 Meter, der Südflügel etwa 130 Meter lang, die Länge der kurzen Seiten betrug ca. 40 Meter. In der Folgezeit dürfte das Sandkrug-Lager – wie auch die anderen Lager – ausgeweitet worden sein. Auf dem Gelände und an der Zufahrt zum Gelände neben der Bahnlinie befanden sich außerdem Werkshallen der TVA Süd.
Nach Ende des Zweiten Weltkrieges wurde das Lager insgesamt als Flüchtlingslager genutzt. Rund 1000 Menschen waren hier nach dem Krieg untergebracht. Schon 1945 oder 1946 entstand im Lager ein Lager-Kindergarten, der vom Heilpädagogium an der Ostsee Eckernförde als dessen Ursprung angegeben wird. 1947 kam die Sandkrugschule zunächst als reine Lagerschule hinzu (siehe Abschnitt: „Sandkrugschule“). 1952/53 lag die Belegungszahl des Lagers noch bei 265 Personen, ein Jahr später betrug sie 164.
Die Baracken wurden Anfang der 1960er Jahre abgerissen, die Werkshallen blieben noch bis 1998 bestehen.

## Sandkrugschule
Die Sandkrugschule war eine Grund- und Hauptschule. Sie nahm 1947 ihren Betrieb als zunächst reine Lagerschule des Sandkrug-Lagers dort für rund 100 Schüler auf. Zum 20. Juni 1950 zog die Schule in den Querbau (Südflügel) des südlichsten Gebäudes (Gebäude D4) der ehemaligen TVA Eckernförde-Süd um und wurde gleichzeitig zur Grund- und Hauptschule für fast den gesamten Süden Eckernfördes, die Stadtteile Sandkrug und Sophienhöh, die Häuser des Hofes Wilhelmstal umfassend. Drei große Flüchtlingslager (Rendsburger Lager, Sandkrug-Lager, Domstag-Lager) und einzelne kleinere gehörten ebenso zum Schulbezirk wie die Siedlung Weidenstraße ausgebombter Hamburger und einzelne näher an der Stadtmitte außerhalb Sandkrugs und Sophienhöhs liegende Gebäude. Insgesamt waren es unmittelbar nach dem Umzug in das ehemalige TVA-Gebäude 633 Schüler und Schülerinnen, denen dort Unterricht erteilt wurde. Der D4-Block (ehem. Stabsgebäude mit Notlazarett) war – neben dem A1-Block (ehem. Konstruktionsgebäude) – eines von zwei Gebäuden, die ab dem 7. Dezember 1948 auf dem TVA-Süd-Gelände zwischen Ostsee und B76 nicht im Auftrag der Britischen Militärregierung gesprengt wurden. Außer der Sandkrugschule waren in diesem Block (Ost-, Süd- und Westflügel zusammen) auch das Stadtarchiv, ein Lebensmittelladen (Konsum), ein Fleischergeschäft (Rust), ein Frisörsalon (Ziegler), zeitweise eine Fensterreinigungsfirma (Kortum), eine Schulhausmeisterwohnung sowie 52 direkt von der Bundesvermögensverwaltung vermietete Wohneinheiten untergebracht.
Die besondere Aufgabe in der Sandkrugschule bestand in der Integration von Flüchtlingskindern und heimischen Kindern wie von Flüchtlingslehrern und heimischen Lehrkräften mit zum Teil entgegengesetzter Vita während der Nazi-Diktatur. Trotz dieser Widrigkeiten galt die Sandkrug-Schule als eine reformfreudige Bildungsstätte. Bereits ab Ostern 1953 gab es einen Modellversuch bei Erstklässlern nach dem so genannten  „aktivierenden und individualisierenden Bildungsverfahren“, unter anderen mit den Ergebnissen einer genauen Feststellung und Überprüfung des Arbeitstempos und der Einzelleistungen
jedes einzelnen Kindes in Lesen, Schreiben und Rechnen und der Überprüfung vorhanderer Arbeitsmittel auf ihre Hinlänglichkeit.
Nach Auflösung der Altenhofer Grundschule Jordanschule 1963 wurden die Schüler aus dem Altenhofer Schulbereich der Sandkrugschule zugeordnet. 1968 wurde die Schule aufgelöst – den Schulbezirk übernahm die neu erstellte Albert Schweitzer-Schule. Nacheinander waren die Herren Spiegelberg, Dronske und Jessen Schulleiter der Sandkrugschule.

## Wehrtechnische Dienststelle 71

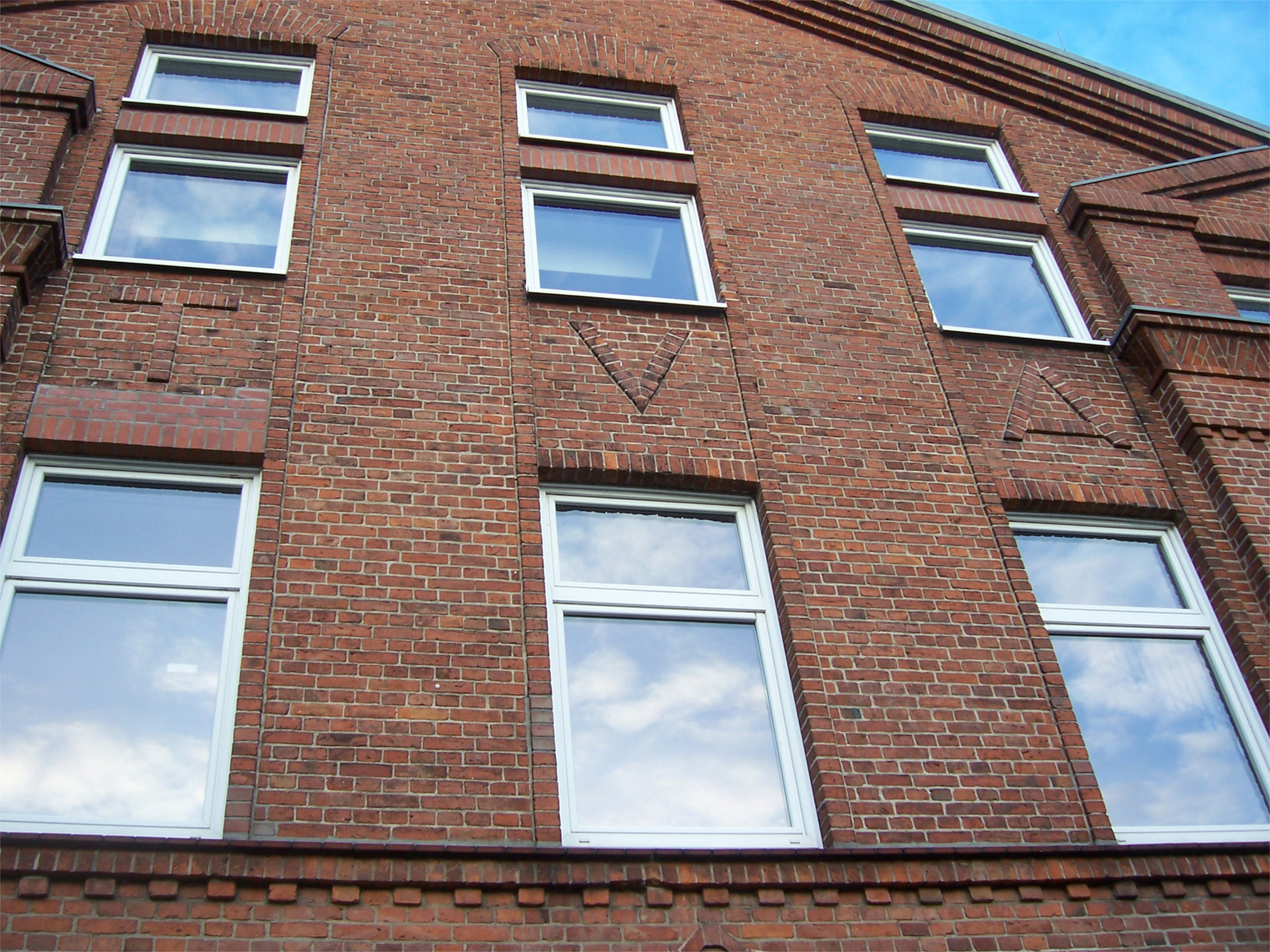
„TVA“ am Gebäude der WTD 71 (2016)

Auf dem Gelände der ehemaligen Torpedoversuchsanstalt Eckernförde Süd (TVA Süd) wurde 1957 die Erprobungsstelle 71 aufgestellt und danach sukzessive bis 1968 auf dem ehemaligen TVA-Süd-Gelände und zunächst auch in den ehemaligen TVA-Werkshallen beim ehemaligen Sandkrug-Lager (siehe Abschnitt: Sandkrug-Lager) errichtet. Die heutige Wehrtechnische Dienststelle für Schiffe und Marinewaffen der Bundeswehr, Maritime Technologie und Forschung (WTD 71) ist aus der vormaligen Erprobungsstelle 71 unter Integration weiterer eigenständiger Dienststellen hervorgegangen. Die Forschungsanstalt der Bundeswehr für Wasserschall und Geophysik wurde 2009 in die WTD 71 integriert.
Nach dem Zweiten Weltkrieg wurde das ehemalige TVA-Gelände zunächst als Standort von über 700 britischen Coldstream-Guards-Soldaten genutzt, später in den nach den Sprengungen ab dem 7. Dezember 1948 stehengebliebenen Gebäuden A1 und D4 als:
- Jugendherberge mit 200 Betten[86] und Werk der Niederdeutschen Optik im A1-Block
- Schule, Wohn- und Geschäftsgebäude im D4-Block (siehe Abschnitt: Sandkrugschule)

## Leuchtturm am Klintbarg
Der Leuchtturm am Klintbarg ist – sofern man nicht das Wohnhaus Berliner Straße 80 als zu Sandkrug gehörig mitzählt – das einzige unter Denkmalschutz stehende Gebäude des Stadtteils. Er wurde nach einem Entwurf von Arnold Bruhn errichtet und von 1907 bis 1986 betrieben.